# O Rei Leão 3 - Hakuna Matata
The Lion King 1 ½ (bra/prt: O Rei Leão 3 - Hakuna Matata) é um filme de animação americano de 2004, produzido pela Walt Disney Pictures e os estúdios DisneyToon e lançado em direct-to-video pela Walt Disney Home Entertainment em 10 de fevereiro de 2004. É o terceiro e último filme da trilogia Rei Leão. O filme é uma prequela ao filme de animação da Disney, lançado em 1994. Rei Leão conta uma história que inicia antes dos eventos do filme original da trilogia e os personagens principais, Timão e Pumba, eventualmente são mostrados comentando sobre o filme em um cinema, em um estilo idêntico ao de Mystery Science Theater 3000.
O elenco original retornaram para voltar a dublar seus retrospectivos personagens, com as exceções de Rowan Atkinson, que deu voz ao Zazu no filme original e foi novamente substituído por Edward Hibbert, que dublou o personagem em O Rei Leão 2: O Reino de Simba, Jeremy Irons e James Earl Jones, que dublou Mufasa e Scar (que não tem falas neste último filme da série). Além disso, Jonathan Taylor Thomas, que deu voz ao Simba quando jovem, no filme original, é substituído por Matt Weinberg.

## Sinopse
Timão e Pumba são simpáticos amigos, inteligentes, os grandes heróis da savana. O Rei Leão 3 leva-nos ao passado, antes do início da história de Simba, e ainda mais para trás. Nesta nova comédia de aventura, Timão e Pumba descobrem suas origens, quando eles se conheceram e como ajudaram Simba a salvar Serengeti. Sua história inclui alguns dos grandes momentos de O Rei Leão que agora é um pouco diferente do seu ponto de vista. Por exemplo, surpreso ao saber a verdade sobre como ele desenvolveu o momento marcante quando Simba foi apresentado ao reino.
Uma vez que Timão termina sua história, Ma, Uncle Max, Simba, Rafiki e, eventualmente, muitos outros personagens da Disney se juntam a ele e Pumba para assistir ao filme no cinema no qual Pumba diz a Timão que ele ainda não se dá bem nas multidões.

## Dublagem
Versão brasileira
- Estúdio: Delart (RJ)
- Mídia: VHS / Blu-ray / DVD / TV Paga / Netflix / Televisão (Globo)
- Direção e Tradução: Garcia Júnior
- Direção musical: Félix Ferrà

| Personagem   | Dublagem original | Dublagem Brasileira    |
| ------------ | ----------------- | ---------------------- |
| Timão        | Nathan Lane       | Pedro de Saint Germain |
| Pumba        | Ernie Sabella     | Mauro Ramos            |
| Mãe do Timão | Julie Kavner      | Nádia Carvalho         |
| Tio Max      | Jerry Stiller     | José Santa Cruz        |
| Simba        | Matthew Broderick | Garcia Júnior          |
| Rafiki       | Robert Guillaume  | Pietro Mário           |
| Nala         | Moira Kelly       | Carla Pompílio         |
| Shenzi       | Whoopi Goldberg   | Carmem Sheila          |
| Banzai       | Cheech Marin      | Hércules Franco        |
| Zazu         | Edward Hibbert    | Pádua Moreira          |
| Flinchy      | Jason Rudofsky    | Manolo Rey             |
| Simba Jovem  | Matt Weinberg     | Gustavo Pereira        |

Outras Vozes: Anderson Coutinho, Cláudio Galvan, Duda Espinoza, Ednaldo Lucena, Francisco José, Isaac Schneider, Leonardo Serrano, Mabel Cezar, Manolo Rey, Maurício Berger, Orlando Drummond, Pedro Eugênio, Silvia Goiabeira, Sylvia Salustti, Telmo de Avelar.
Coral: Sylvia Salustti, Nanná Tribuzy, Nina Pancevski, Zelma Zaniboni, Joelma Santana Bonfim, Brian Palopoli, Marlon Saint, Dennis Goursand, Cláudio de Amorim, Jairo Santana Bonfim e Ronaldo Barcellos.

## Produção
Em abril de  2000, foi anunciado que a Walt Disney Company escolheu Jeff Ahlholm, Colin Goldman, e Tom Rogers para escrever o roteiro de Rei Leão 3. Foi agendado para lançamento em locadoras perto do ano de 2001. Em maio de 2003, O Rei Leão 1½ foi agendado para lançamento caseiro  na primavera de 2004 com  Nathan Lane, Ernie Sabella, and Matthew Broderick de volta em seus respectivos papéis, e  Elton John e Tim Rice retornando para compor uma nova canção, "Meerkat Rhapsody".
O filme foi animado por  Walt Disney Animation Australia studio em Sydney, Sparx e Spaff Animation.

## Trilha sonora
A trilha sonora do filme, The Lion King 1½: Songs From Timon and Pumbaa's Hilarious Adventure, foi lançado em CD pela Disney Records em 10 de fevereiro de 2004. Ele inclui duas músicas do filme original, "The Lion Sleeps Tonight" e "Hakuna Matata", re-realizado por Nathan Lane — que dublou o personagem Timão. O resto da trilha sonora inclui várias faixas de Rhythm and blues, incluindo remakes do clássico "Jungle Boogie" de Kool and the Gang  pelo grupo The French, e duas músicas instrumentais do compositor de trilhas sonoras Don Harper.
1. "Grazing In The Grass" (Raven-Symoné)
2. "Digga Tunnah Dance" (Lebo M e Vinx)
3. "That's All I Need" (Nathan Lane)
4. "Hakuna Matata" (Lane, e Ernie Sabella)
5. "The Lion Sleeps Tonight" (Lebo M)
6. "Jungle Boogie"
7. "Timon's Traveling Theme"
8. "The Good, the Bad and the Ugly" Theme
9. "Sunrise, Sunset"

## Lançamento
Após o lançamento inicial do home video, The Lion King 1½ foi acompanhado por um empate de campanha de marketing com o McDonald's com seis brinquedos Happy Meal, incluindo Simba, Rafiki, Timon, Pumbaa, Mufasa e Ed.
Em maio de 2003, a edição do DVD foi confirmada para incluir vídeos de música, cenas excluídas, visões nos bastidores de como o filme foi feito e dois featurettes: Timon - The Early Years; um mockumentary que rastreia a infância de Timão através de entrevistas idiotas com familiares e amigos; e os Momentos mais divertidos da Disney, destacando personagens animados da Disney dos Sete Anões para o Irmão Urso. Dois jogos também são apresentados, incluindo uma turnê de safari virtual através do Pride Lands e um jogo de curiosidades do Rei Leão no formato de Who Wants to Be a Millionaire, intitulado Who Wants to Be King of the Jungle ?, e hospedado por Meredith Vieira, então anfitrião da atual versão sindicada dos EUA. O Rei Leão 3: Hakuna Matata foi lançado em 10 de fevereiro de 2004.
No seu primeiro dia de vendas, o filme vendeu 1,5 milhão de unidades de DVD, e nos seus três primeiros dias de lançamento, o filme gerou cerca de US $ 55 milhões em lucro, dos quais 2.5 cópias de DVD do filme. Até o dia 2 de março de 2004, seis milhões de cópias do filme foram vendidas na América do Norte.
O filme foi lançado como parte de um conjunto de caixa de 3 filmes junto com The Lion King e The Lion King II: Simba's Pride em 6 de dezembro de 2004. Em janeiro de 2005, o filme, juntamente com os outros filmes Lion King, voltou para moratória. O filme foi lançado pela primeira vez no Blu-ray como parte de uma caixa de oito discos definida em 4 de outubro de 2011, juntamente com os outros 2 filmes. O filme recebeu mais uma versão Blu-ray e uma versão padrão de DVD em 6 de março de 2012, junto com o Rei Leão II: O Reino de Simba. Os lançamentos de Blu-ray e DVD, juntamente com o lançamento da Diamond Edition de The Lion King, foram removidos da versão em 30 de abril de 2013.